# مانويل سانهوس
مانويل سانهوس (بالإسبانية: Manuel Sanhouse) (16 يوليو 1975 بماردة في فنزويلا - ) هو لاعب كرة قدم فنزويلي في مركز حراسة المرمى. شارك مع منتخب فنزويلا لكرة القدم. أما مع النوادي، فقد لعب مع ديبورتيفو تاشيرا ونادي كاراكاس ونادي إسبولي الرياضي ‏ وديبورتيفو لارا وديبورتيفو ميراندا وأتلتيكو ماراكايبو ‏ وTrujillanos F.C. ‏ وZulia F.C. ‏ ونادي كوكيمبو أونيدو وديبورتيفو إيطاليا ‏ وإستوديانتس دي ماردة ‏.

## وصلات خارجية
- مانويل سانهوس على موقع الاتحاد الدولي (مؤرشف)  (الإنجليزية)
- مانويل سانهوس على موقع قاعدة بيانات كرة القدم.إي يو (الإنجليزية)
- مانويل سانهوس على موقع ناشيونال فوتبول تيمز (الإنجليزية)
- مانويل سانهوس على موقع Soccerway.com (الإنجليزية)